# Campionati europei di atletica leggera indoor 2021 - Salto in lungo femminile
Il concorso del salto in lungo femminile ai campionati europei di atletica leggera indoor di Toruń 2021 si è svolto il 5 e il 6 marzo 2021 presso l'Arena Toruń.

## Podio
| Pos.    | Atleta               | Nazionalità |
| ------- | -------------------- | ----------- |
| Oro     | Maryna Bech-Romančuk | Ucraina     |
| Argento | Malaika Mihambo      | Germania    |
| Bronzo  | Khaddi Sagnia        | Svezia      |

## Record
| Record                | Record          | Record | Record             | Record           |
| --------------------- | --------------- | ------ | ------------------ | ---------------- |
| Record del mondo      | Heike Drechsler | 7,37 m | Vienna, Austria    | 13 febbraio 1988 |
| Record europeo        | Heike Drechsler | 7,37 m | Vienna, Austria    | 13 febbraio 1988 |
| Record dei campionati | Heike Drechsler | 7,30 m | Budapest, Ungheria | 5 marzo 1988     |

## Programma
| Data         | Ora   | Turno          |
| ------------ | ----- | -------------- |
| 5 marzo 2021 | 12:18 | Qualificazioni |
| 6 marzo 2021 | 19:40 | Finale         |

## Risultati

### Qualificazioni
Si qualificano alla finale le atlete che raggiungono la misura di 8,00 m (Q) o le migliori 8 (q).
| Class | Atleta                      | Nazione       | 1ª prova | 2ª prova | 3ª prova | Risultati | Note                                     |
| ----- | --------------------------- | ------------- | -------- | -------- | -------- | --------- | ---------------------------------------- |
| 1     | Khaddi Sagnia               | Svezia        | x        | 6,58 m   | 6,78 m   | 6,78 m    | Q                                        |
| 2     | Larissa Iapichino           | Italia        | 6,35 m   | 6,42 m   | 6,70 m   | 6,70 m    | Q                                        |
| 3     | Maryna Bech-Romančuk        | Ucraina       | 6,60 m   | 6,66 m   | -        | 6,66 m    | q                                        |
| 4     | Fátima Diame                | Spagna        | x        | 6,62 m   | x        | 6,62 m    | q                                        |
| 5     | Malaika Mihambo             | Germania      | 6,41 m   | 6,47 m   | 6,58 m   | 6,58 m    | q                                        |
| 6     | Laura Strati                | Italia        | 6,58 m   | 6,44 m   | 6,44 m   | 6,58 m    | q                                        |
| 7     | Florentina Iușco            | Romania       | x        | 6,57 m   | x        | 6,57 m    | q                                        |
| 8     | Anastasija Mirončyk-Ivanova | Bielorussia   | 6,49 m   | 6,52 m   | 6,55 m   | 6,55 m    | q                                        |
| 9     | Jogailė Petrokaitė          | Lituania      | 6,50 m   | 6,36 m   | 6,53 m   | 6,53 m    | Miglior prestazione personale            |
| 10    | Alina Rotaru                | Romania       | x        | 6,38 m   | 6,53 m   | 6,53 m    | Miglior prestazione personale stagionale |
| 11    | Merle Homeier               | Germania      | 4,62 m   | 6,50 m   | 6,41 m   | 6,50 m    |                                          |
| 12    | Maryse Luzolo               | Germania      | 6,44 m   | 6,47 m   | 6,48 m   | 6,48 m    |                                          |
| 13    | Jazmin Sawyers              | Gran Bretagna | 6,27 m   | 6,46 m   | 6,48 m   | 6,48 m    |                                          |
| 14    | Filippa Fotopoulou          | Cipro         | 6,41 m   | 6,39 m   | 6,46 m   | 6,46 m    |                                          |
| 15    | Abigail Irozuru             | Regno Unito   | x        | 6,44 m   | 6,39 m   | 6,44 m    | Miglior prestazione personale stagionale |
| 16    | Diana Lesti                 | Ungheria      | x        | 6,18 m   | 6,17 m   | 6,18 m    |                                          |
| 17    | Claire Azzopardi            | Malta         | x        | 5,44 m   | 5,51 m   | 5,51 m    | Miglior prestazione personale            |

### Finale
| Class   | Atleta                      | Nazione     | 1ª prova | 2ª prova | 3ª prova | 4ª prova | 5ª prova | 6ª prova | Risultati | Note                                     |
| ------- | --------------------------- | ----------- | -------- | -------- | -------- | -------- | -------- | -------- | --------- | ---------------------------------------- |
| Oro     | Maryna Bech-Romančuk        | Ucraina     | x        | x        | 6,80 m   | 6,62 m   | 6,86 m   | 6,92 m   | 6,92 m    | Miglior prestazione mondiale stagionale  |
| Argento | Malaika Mihambo             | Germania    | 6,60 m   | 6,56 m   | 6,88 m   | 6,56 m   | 6,69 m   | 6,78 m   | 6,88 m    | Miglior prestazione personale stagionale |
| Bronzo  | Khaddi Sagnia               | Svezia      | 6,48 m   | x        | 6,75 m   | x        | 6,62 m   | x        | 6,75 m    |                                          |
| 4       | Anastasija Mirončyk-Ivanova | Bielorussia | 6,44 m   | x        | 6,72 m   | 6,71 m   | x        | 6,72 m   | 6,72 m    |                                          |
| 5       | Larissa Iapichino           | Italia      | 6,59 m   | 6,56 m   | x        | 6,48 m   | 6,34 m   | 6,56 m   | 6,59 m    |                                          |
| 6       | Laura Strati                | Italia      | x        | 6,41 m   | x        | 6,57 m   | 6,38 m   | 6,48 m   | 6,57 m    |                                          |
| 7       | Fátima Diame                | Spagna      | 6,35 m   | x        | x        | 6,47 m   | x        | 6,35 m   | 6,47 m    |                                          |
| 8       | Florentina Iușco            | Romania     | x        | x        | 6,33 m   | 6,33 m   | 6,36 m   | 6,38 m   | 6,38 m    |                                          |